# Rood peperboompje
Het rood peperboompje (Daphne mezereum) is een struik, die behoort tot de peperboompjesfamilie (Thymelaeaceae). De soort staat op de  Nederlandse Rode Lijst van planten als zeer zeldzaam en matig in aantal afgenomen. Deze plant is in Nederland wettelijk beschermd sinds 1 januari 2017 door de Wet Natuurbescherming. De plant komt van nature voor in Eurazië. Ook wordt de plant vanwege haar aantrekkelijke bloemen in de siertuin gebruikt en is (wordt) van daaruit door de witte kwikstaart en lijsters in het wild verspreid.
De plant komt voor in loofbossen en tussen het struikgewas op vochtige, kalkrijke grond. Het rood peperboompje wordt 30 tot 80 (soms tot 150) cm hoog en heeft doffe, soepele bladeren, die 3 tot 8 cm bij 1 tot 2 cm groot zijn. 's Winters is de struik kaal.
Het rood peperboompje bloeit op het kale hout (een van de weinige soorten met cauliflorie die in gematigde streken voorkomt) van februari tot april en soms ook al in december met sterk geurende, lichtpaarse, 1-1,5 cm grote bloemen, die in de bladoksels zitten. De kelkbuis wordt gevormd door de uitholling van de bloembodem.
De rode vrucht lijkt op een steenvrucht, is 0,7-1,2 cm groot en zeer giftig voor de mens door de aanwezigheid van daphnine, mezereïne en daphnetoxine in met name de bessen en twijgen. Slachtoffers krijgen het gevoel verstikt te worden. De verse twijgen kunnen bij gevoelige personen huiduitslag of eczeem veroorzaken. Vogels hebben geen last van het vergif.

## Plantengemeenschap
Het rood peperboompje is een kensoort voor het eiken-haagbeukenbos (Stellario-Carpinetum).

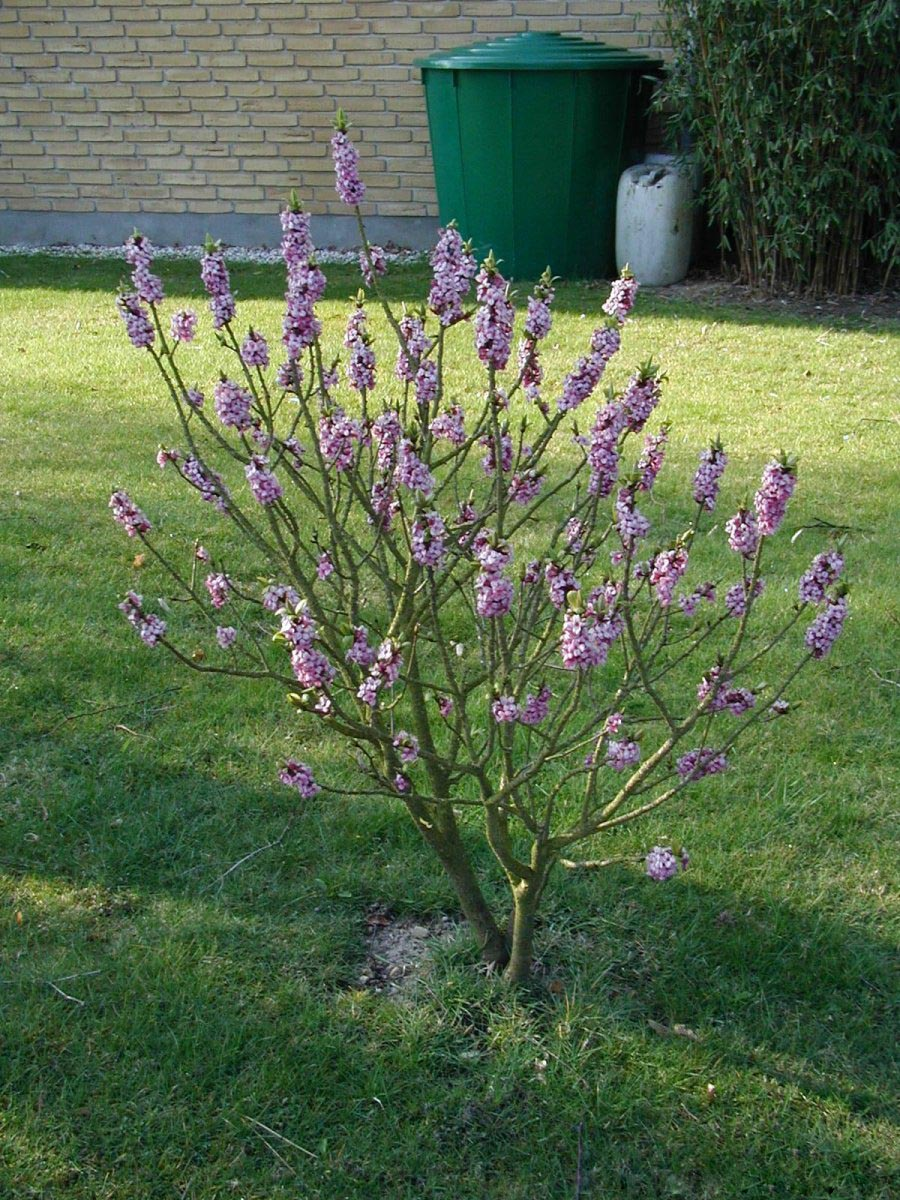
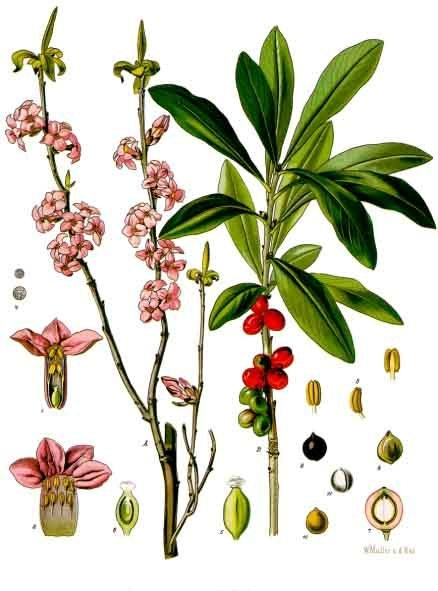
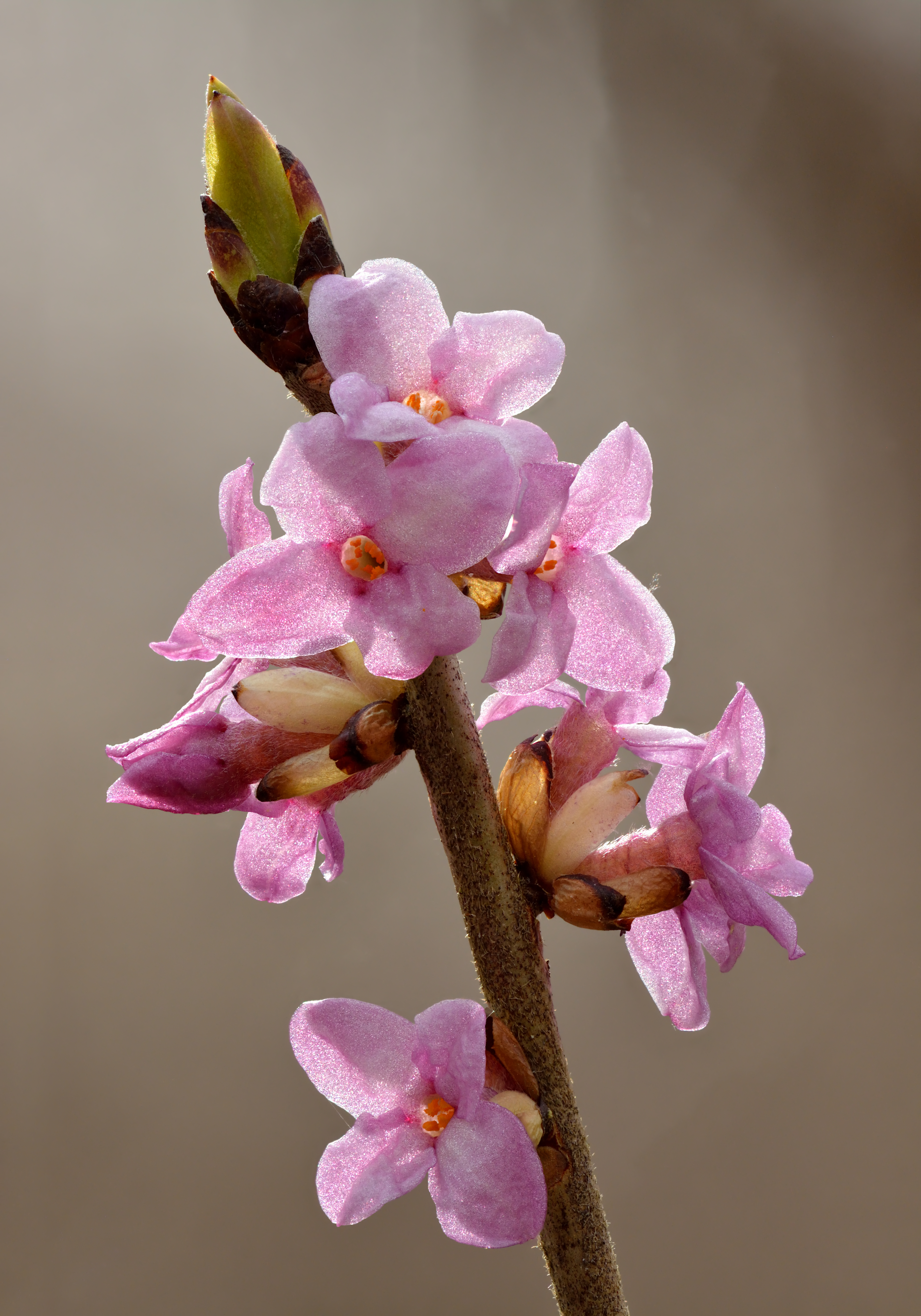